# Escut de Romania
L'escut de Romania fou adoptat pel Parlament el 10 de setembre de 1992 com a escut representatiu del nou estat postsocialista. En un camp heràldic d'atzur, l'escut presenta una àguila d'or becada i membrada de gules i armada de sable, que sosté amb el bec una creu ortodoxa d'or i, amb les urpes, una espasa a la destra i un ceptre a la sinistra d'argent, símbols de la sobirania: l'espasa simbolitza que va pertànyer al voivoda de Moldàvia, Esteve el Gran (1433-1504), i el ceptre és el de Miquel el Valent (1593-1601), príncep de Transsilvània, Valàquia i Moldàvia, que va unificar per primera vegada els principats romanesos.
Sobre el pit de l'àguila se situa un escut quarterat amb les armories de les províncies històriques romaneses: al 1r, l'àguila d'or de Valàquia; al 2n, el cap de bou de Moldàvia; al 3r, el lleó d'or d'Oltènia damunt el pont del Banat; i al 4t, l'àguila i els castells de Transsilvània; el gaiat curvilini de la punta amb els dos dofins és el símbol de la Dobrudja, la regió marítima del país.

## Història
Els símbols valac i moldau ja són presents a l'escut de 1859, sota el regnat d'Alexandre Joan I, príncep de Moldàvia i Muntènia. El 1866 es va sobreposar al cor o abisme de l'escut (la part central) les armories de la casa regnant dels Hozenzollern-Sigmaringen representada per Carles I (quarterat, 1r i 4t d'argent, 2n i 3r de sable). Els dofins i el lleó s'hi afegeixen el 1872, juntament amb la Corona d'Acer timbrant l'escut, mentre que les armes transsilvanes i el pont del Banat s'hi inclouen el 1922.
El 1948 la nova República Popular va adoptar un escut segons el model socialista, que es va col·locar també al mig de la bandera. Consistia en un paisatge amb un sol ixent, un tractor i una torre d'extracció de petroli, tot voltat per dos feixos d'espigues de blat unides per una cinta amb els colors de la bandera romanesa. N'hi va haver quatre variants. L'escut socialista fou substituït el 1992.

## Escuts antics

Regne de Romania (1921-1947)
República Socialista de Romania (1965-1989)